# Astraeus hygrometricus
Astraeus hygrometricus (Pers.) Morgan, 1889, è un fungo appartenente alla famiglia Diplocystidiaceae. Gli esemplari giovani hanno una forma sferica, quando il carpoforo è ancora chiuso. Una volta raggiunta la maturità, gli strati superficiali del carpoforo si dividono e si aprono, assumendo la caratteristica forma a stella. È una specie micorrizica, che cresce in associazione con numerose piante soprattutto su terreni sabbiosi. Ha un'ampia distribuzione, ed è comune nelle regioni temperate e tropicali. Il nome specifico deriva dalle parole greche higros (υγρός), che significa "umidità", e metreo (μετρέω), che significa "misurare", per la sua capacità di aprirsi a stella, con tempo umido, mentre con tempo asciutto i petali dell'esoperidio si ripiegano di nuovo sulla sfera centrale. I raggi hanno una superficie irregolare con numerose crepe, mentre il corpo centrale è più chiaro, con una fessura irregolare sulla cima. La carne è inizialmente bianca, ma tende a scurirsi verso il marroncino quando le spore maturano. Le spore sono rossicce o marroncine, di forma più o meno sferica e dalla superficie irregolare. Il loro diametro varia da 7,5 a 11 micrometri.
Nonostante l'aspetto generale, A. hygrometricus non è imparentato con i funghi del genere Geastrum, anche se in passato sono stati confusi. La specie fu descritta per la prima volta da Christian Hendrik Persoon nel 1801 come Geastrum hygrometricus. Nel 1885 Andrew Price Morgan propose, date le differenze nelle caratteristiche microscopiche, di creare il nuovo genere Astraeus distinto dal genere Geastrum; questa proposta non fu in seguito universalmente accettata. Alcune popolazioni asiatiche, che si pensava fossero A. hygrometricus, furono rinominate negli anni 2000, dopo che le analisi filogenetiche rivelarono la loro appartenenza a specie diverse, tra cui Astraeus asiaticus e Astraeus odoratus. Le ricerche hanno individuato la presenza di numerosi composti chimici bioattivi nel carpoforo. Le guide solitamente indicano A. hygrometricus come non commestibile, anche se in passato furono utilizzati dalle popolazioni indiane e dalla tribù dei Piedi Neri in Nord America.

## Descrizione

### Carpoforo

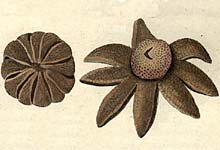
Disegno di A. hygrometricus

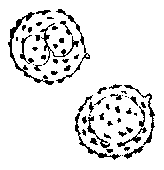
Spore di A. hygrometricus

Gli esemplari giovani hanno un carpoforo di forma sferica ed iniziano lo sviluppo parzialmente sepolti nel substrato. Un sottile strato miceliale biancastro ricopre il carpoforo, che può essere parzialmente incrostato dai detriti. Quando il fungo matura, questo strato superficiale scompare, e lo strato più esterno, l'esoperidio, si apre a stella, con 4-20 petali ocracei esternamente e chiari all'interno. Questo provoca la fuoriuscita dal terreno del carpoforo, rivelando al centro l'endoperidio sferico. I petali si aprono e si chiudono a seconda del grado di umidità dell'ambiente: si schiudono in presenza di molta umidità, e si richiudono su sé stessi se l'aria è secca. Questo è possibile poiché l'esoperidio è costituito da molti strati diversi di tessuto; lo strato più interno e fibroso è igroscopico, e causa un arricciarsi dell'intero strato se perde umidità dall'ambiente circostante. Questo adattamento consente al fungo di disperdere le spore al momento migliore e di preservare i liquidi interni nei periodi più secchi. Inoltre i carpofori con i petali chiusi possono essere facilmente trasportati dal vento, permettendo così la diffusione delle spore dal foro centrale.
Il fungo con i petali aperti ha un diametro di 1–8 cm. L'esoperidio è spesso e i raggi sono tipicamente areolati (divisi in piccole zone distinte da crepe e fessure) sulla superficie superiore, e variano dal grigio al nero. Il corpo sferico centrale è sessile (manca infatti il gambo), di 3–5 cm di diametro e di colore bruno scuro. L'apice della sfera è forata da una fessura o un poro. Piccoli filamenti simili a capelli chiamati rizomi si estendono dalla base all'interno del substrato. I rizomi sono fragili, e spesso si rompono una volta raggiunta la maturità.
L'esoperidio è costituito da quattro differenti strati di tessuto: lo strato miceliale contiene ife ramificate di 4 - 6 µm di diametro; le ife dello strato fibroso sono ramificate e spesse 6 - 8 µm; lo strato collenchimale ha ife ramificate di 3 - 4 µm; lo strato morbido, invece, contiene ife spesse dai 3 ai 6 µm.

### Carne
La carne è sottile, di colore grigiastro o brunastro e divisa in loculi (una caratteristica che permette di distinguere questi funghi da quelli del genere Geastrum). Diventa poi marrone e polverosa quando l'esemplare matura. Odore e sapore sono nulli.

### Caratteri microscopici
Spore
Le spore sono rotonde, di colore bruno rossiccio, ricoperte di verruche e spine. Le dimensioni variano da 7 a 11 μm; le verruche sono lunghe circa 1 µm. Le spore sono non amiloidi e non si macchiano con lo iodio con i reagenti di Melzer. Le analisi con il microscopio elettronico a scansione hanno mostrato che le spine sono lunghe 0,90 - 1,45 µm, strette, affusolate, arrotondate sulla punta e talvolta unite insieme. Sulla superficie della spora sono presenti dei filamenti capillari ialini e ramificati di 3,5 - 6,5 µm di diametro.
Basidi
I basidi hanno un numero di spore variabile da 4 a 8, con sterigmata molto corti. I basidi sono disposti a gruppi su lunghe catene; ciascun basidio misura 3 - 5,5 µm.

## Distribuzione e habitat

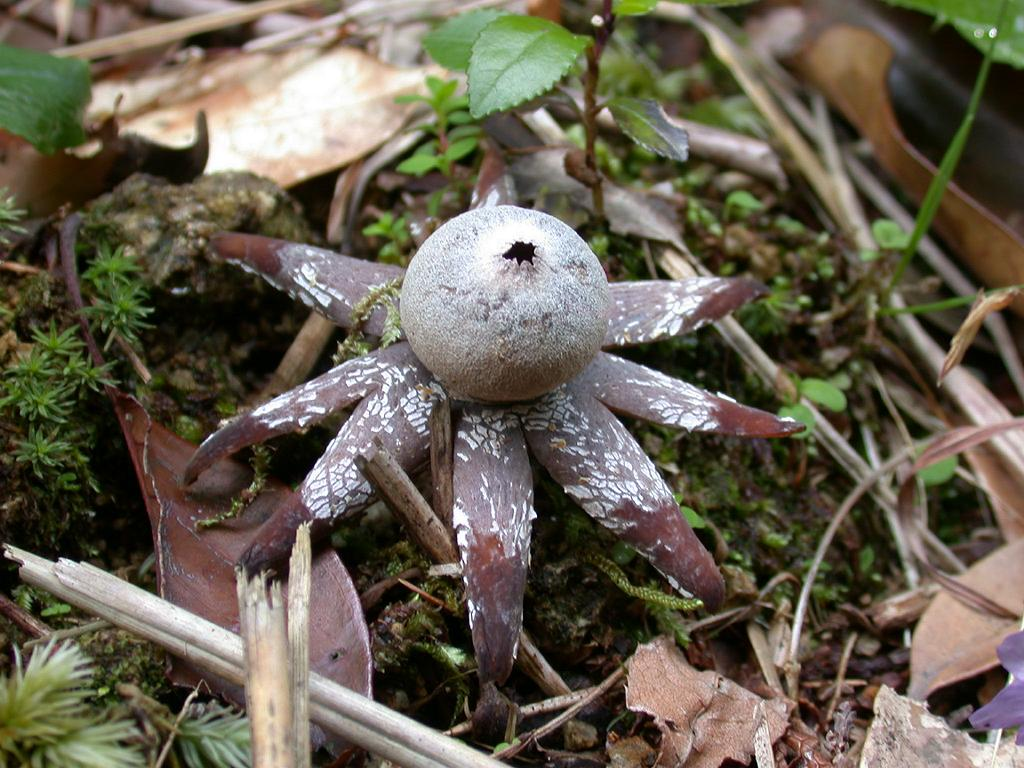
Esemplare dal Giappone

Astraeus hygrometricus si sviluppa in associazione con una grande varietà di alberi. L'associazione mutualistica tra le radici dell'albero e il micelio del fungo aiuta i primi ad estrarre i nutrienti dal terreno (in particolare fosforo), e i secondi ricevono carboidrati dalla fotosintesi. In Nord America sono diffuse le associazioni con le querce e i pini, mentre in India crescono comunemente in simbiosi con Pinus roxburghii e Shorea robusta. Cresce nelle zone sabbiose dei boschi, per lo più su terreni nudi, tra settembre e dicembre. È stato osservato anche crescere sulle rocce, preferendo un substrato acido come l'ardesia o il granito, evitando invece suoli ricchi di calce. In Nepal alcuni di questi funghi sono stati trovati ad una quota di 3.000 metri. Spesso si possono trovare esemplari freschi in prossimità di esemplari vecchi anche di alcuni anni. Gelatinipulvinella astraeicola è un fungo della famiglia delle Leotiaceae con un ascocarpo minuto, gelatinoso e a forma di cuscino che cresce solo sulla superficie interna dei raggi degli esemplari morti di Astraeus, tra cui anche A. hygrometricus.
È una specie a distribuzione cosmopolita. È comune nelle regioni tropicali e temperate del globo, ma non la si incontra nelle zone artiche, e nelle aree più fredde o con clima alpino. La si può trovare in Africa, Asia, Australia, Europa, Nord America e Sud America.

## Commestibilità
Non è tossico, ma non ha nessun valore alimentare (è legnoso ed insapore), anche se alcune guide del Nord America lo classificano come commestibile. Comunque è consumato regolarmente in Asia, incluso il Nepal e il Bengala meridionale, dove è considerato un cibo prelibato. In India sono raccolti nei boschi e poi venduti al mercato. Uno studio su una specie di Astraeus proveniente dall'Asia mediorientale e strettamente imparentata ha dimostrato che questo fungo contiene numerosi composti volatili con otto atomi di carbonio, che gli conferiscono il classico odore muschiato di terra. Gli autori dello studio hanno poi notato che da cotti avevano un odore erboso e oleato. I composti volatili trovati dopo aver cotto i funghi includono furfurale, benzaldeide, cicloesenone e furano. Le differenze di opinione riguardo alla commestibilità di questo fungo risalgono a fonti pubblicate prima che fosse scoperto che gli esemplari del Nord America e quelli dell'Asia non erano sempre della stessa specie; in alcuni casi gli esemplari raccolti in Asia sono stati identificati come nuove specie, come A. asiaticus e A. odoratus.